# Ꭳ
Cette page contient des caractères spéciaux ou non latins. S’ils s’affichent mal (▯, ?, etc.), consultez la page d’aide Unicode.
Ꭳ (minuscule ꭳ), appelé o, est une lettre du syllabaire cherokee.

## Représentations informatiques
Le o peut être représenté avec les caractères Unicode (cherokee, supplément cherokee) suivants, :
| lettres   | représentations | chaînes de caractères | points de code | descriptions                |
| --------- | --------------- | --------------------- | -------------- | --------------------------- |
| majuscule | Ꭳ               | Ꭳ                     | U+13A3         | lettre cherokee o           |
| minuscule | ꭳ               | ꭳ                     | U+AB73         | lettre minuscule cherokee o |